# Ubald Langlois
Ubald Langlois OMI (* 24. Januar 1887 in Bourget, Ontario, Kanada; † 18. September 1953) war ein kanadischer Ordensgeistlicher und römisch-katholischer Apostolischer Vikar von Grouard.

## Leben
Ubald Langlois trat der Ordensgemeinschaft der Oblaten der Unbefleckten Jungfrau Maria bei und empfing am 6. Juni 1914 das Sakrament der Priesterweihe. 
Am 30. März 1938 ernannte ihn Papst Pius XI. zum Titularbischof von Risinium und zum Apostolischen Vikar von Grouard. Der Erzbischof von Québec, Jean-Marie-Rodrigue Kardinal Villeneuve OMI, spendete ihm am 20. Juni desselben Jahres die Bischofsweihe; Mitkonsekratoren waren der Apostolische Vikar von Mackenzie, Gabriel Breynat OMI, und der Bischof von Gravelbourg, Joseph-Wilfrid Guy OMI.